# Chorisoneura texensis
Chorisoneura texensis es una especie de cucaracha del género Chorisoneura, familia Ectobiidae. Fue descrita científicamente por Saussure & Zehntner en 1893.
Habita en los Estados Unidos (Carolina del Norte, Florida y Texas). Mide 7,3-8,4 mm. Se puede encontrar en hojas muertas de bosques de robles.

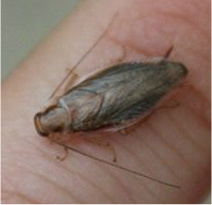
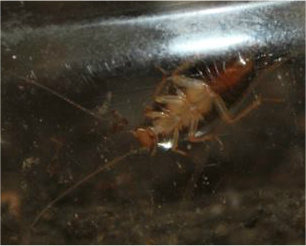
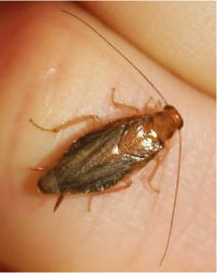
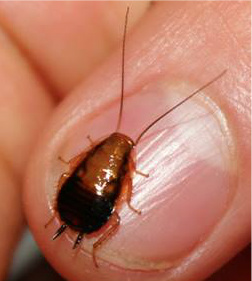